# کلانشهر کرج

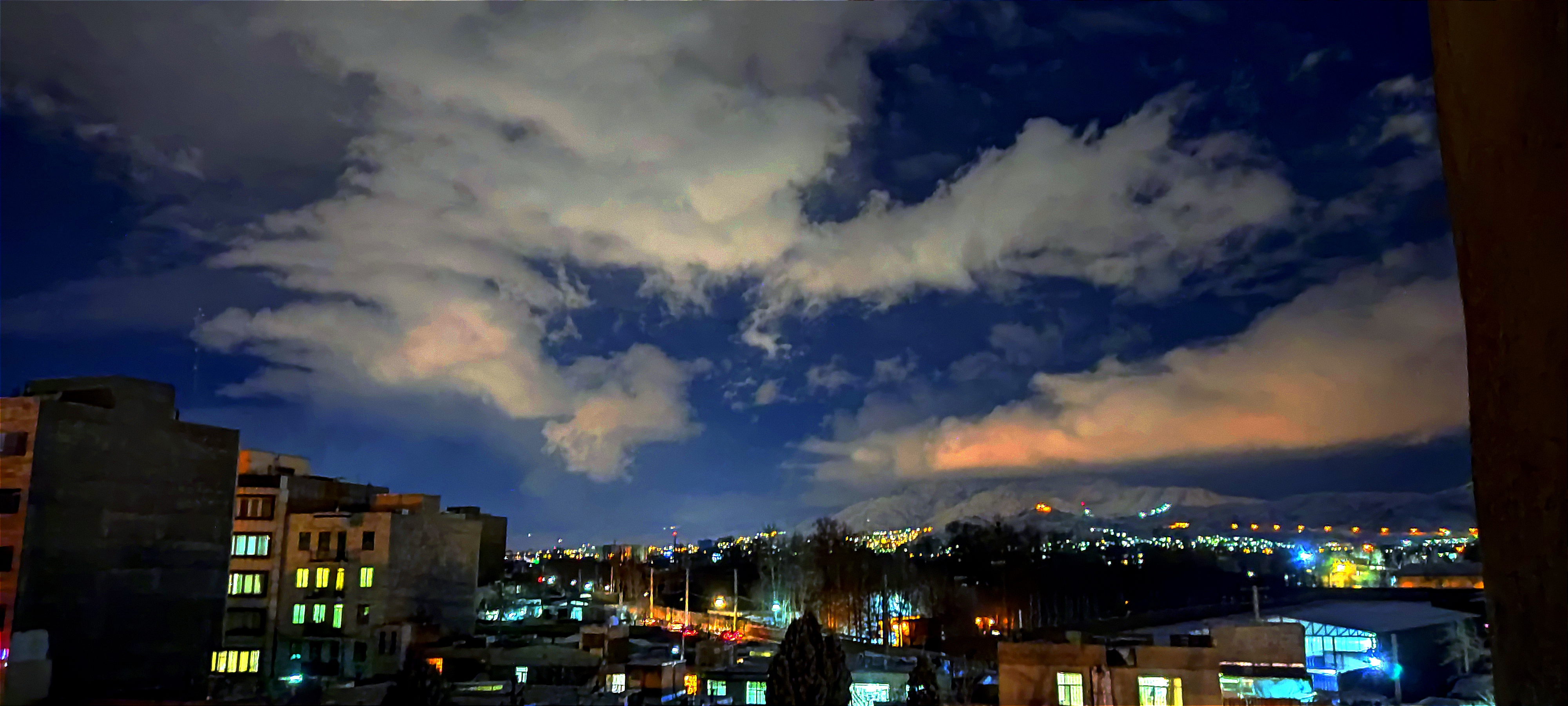

کلانشهر کرج بیست و دومین کلانشهر بزرگ غرب آسیا و از بزرگترین شهرهای ایران است که پس از تهران مهاجر پذیر ترین شهر کشور به حساب می آید و قسمت وسیعی از استان البرز را شامل میشود.

## مشکلات و معضلات شهری
افزایش بی‌رویه جمعیت به خاطره نزدیکی به پایتخت باعث ایجاد مشکلات بسیاری برای کلانشهر کرج شده‌است از جمله: کمبود سرانه آموزشی نسبت به جمعیت، کمبود مراکز درمانی و مراکز خدمات شهری برای ارائه خدمات مختلف به شهروندان و ترافیک سنگین در سطح خیابان‌های شهر از جمله معضلات این کلانشهر به حساب می‌آید. همچین مشکلات زیست‌محیطی بسیاری از جمله بحران آب، فرونشست زمین و آلودگی هوا نیز این شهر را تهدید می‌کنند.
. 

## حمل و نقل
حمل و نقل هوایی: فرودگاه بین‌المللی پیام و همزمان منطقه ویژه اقتصادی واقع در شهر کرج در استان البرز می‌باشد. این فرودگاه در سال ۱۳۷۱ تأسیس شد اما به‌طور رسمی در سال ۱۳۷۶ فعالیت خود را شروع کرد. منطقه ویژه اقتصادی پیام در محدوده‌ای به وسعت ۳۶۰۰ هکتار در اراضی ۱۰ هزار هکتاری فرودگاه بین‌المللی پیام در استان البرز تأسیس شده‌است. هدف از تأسیس این منطقه ویژه اقتصادی، حمل و نقل بار هوایی و پستی، فرآوری کالا، انبارداری، خدمات سردخانه‌ای، صنایع ارتباطات و فناوری اطلاعات و صادرات است.
حمل و نقل ریلی: سال ۱۳۷۷ قطار شهری بین کرج و تهران بین ایستگاه‌های گلشهر و صادقیه افتتاح شد سپس در سال ۱۳۹۸ ایستگاه جدیدی با امتداد ۴۳ کیلومتری ایستگاه گلشهر با نام ایستگاه شهید سلیمانی در شهر هشتگرد به بهره‌برداری رسید.
حمل و نقل جاده ای:
مهم‌ترین راه‌های ارتباطی کرج عبارت‌اند از:
1. آزادراه تهران- کرج- قزوین
2. بزرگراه یادگارامام
3. بزرگراه شمالی کرج (شهید سلیمانی)
4. بزرگراه فتح (جاده قدیم کرج)
5. بزرگراه لشکری (جاده مخصوص کرج)
6. خیابان بهشتی و جاده ۳۲
7. راه آسفالتهٔ کرج-چالوس به طول ۱۶۱ کیلومتر
8. راه آسفالتهٔ کرج-شهریار به طول ۱۸ کیلومتر
9. راه آسفالتهٔ کرج-بوئین زهرا به طول ۹۸ کیلومتر
10. راه آسفالتهٔ کرج-رباط کریم به طول ۴۰ کیلومتر
11. راه آسفالتهٔ کرج- گاجره – دیزین- شمشک به طول ۸۲، ۸۸ و ۱۰۳ کیلومتر.